# Kalanikukuma
Kalanikukuma (o. 1555. - ?) (lani = "nebo") bio je havajski poglavica, 13. kralj otoka Kauaija.
Njegovi su roditelji bili kralj Kahakumakapaweo i kraljica Kahakukukaʻena te je naslijedio oca na vlasti.
Oženio je Kapoleikauilu i dobio sina Kahakumakalinu, svog nasljednika.
Bio je daleki predak kraljice Kamakahelei i kralja Kaumualiʻija te kraljice Kapiolani.